# 2001 Einstein
2001 Einstein è un asteroide della fascia principale. Scoperto nel 1973, presenta un'orbita caratterizzata da un semiasse maggiore pari a 1,9335962 UA e da un'eccentricità di 0,0985555, inclinata di 22,68296° rispetto all'eclittica.
L'asteroide è dedicato al fisico tedesco naturalizzato statunitense Albert Einstein.